# 2223 Сарпедон
2223 Сарпедон је Јупитеров тројански астероид са пречником од приближно 94,63 .
Афел астероида је на удаљености од 5,306 астрономских јединица (АЈ) од Сунца, а перихел на 5,124 АЈ.
Ексцентрицитет орбите износи 0,017, инклинација (нагиб) орбите у односу на раван еклиптике 15,967 степени, а орбитални период износи 4350,437 дана (11,910 годину).
Апсолутна магнитуда астероида је 9,41 а геометријски албедо 0,034.
Астероид је откривен 4. октобра 1977. године.